# 노상추일기
《노상추일기》(盧尙樞日記)는 조선(朝鮮) 후기의 무관(武官) 노상추(盧尙樞)가 남긴 일기이다. 국사편찬위원회 위탁보관.

## 개요
《노상추일기》에서 노상추 본인은 자신이 아버지의 명에 따라 일기를 쓰기 시작했다고 밝히고 있다. 17세 때부터 쓴 일기는 남아있지 않으며, 18세 되던 계축년의 일기부터 노상추 자신이 사망하는 순조(純祖) 29년(1829년)까지의 일을 기록하였다. 한 해의 일기를 묶으며 그 해의 간지를 제목으로 적고, 간지가 돌아오면 앞에 '재'(再)라는 글자를 붙였다.

## 내용
일기는 노상추 당대의 조선 사회의 생활상과 시대적 변화상을 엿볼 수 있는 기록들이 많이 등장하고 있다.
무관으로써 근무하던 무렵의 노상추는 대궐과 광희문(光熙門), 혜화문(惠化門)의 수비를 맡아 정조(正祖) 8년(1784년) 한 해에만 한 달에 평균 아흐레, 다른 사람을 대신해 보충을 서거나 특별 추가 업무로 열흘 넘게 입직해 번을 서기도 했다. 동왕 9년(1785년) 3월 9일부터 10일, 12일까지 대궐에서 야간 친국이 이루어졌을 때는 정조를 시위하여 파루 때에야 돌아왔고, 영화당(映花堂)에 재숙하는 정조를 아침부터 밤3경까지 시위하였으며, 숙정문(肅靖門)에서 죄수를 친국하는 정조를 시위해 초경 5점까지 근무하기도 했다. 무과 출신으로 관직에 임용되거나 승진할 수 있는 경로 중 하나는 관무재를 비롯한 도시, 시재, 내시사, 중일, 중순에서 1등을 하던지 몰기(한 과목 만점) 하던지 하는 것이었다. 《노상추일기》에서는 동왕 9년(1785년)부터 10년(1786년)까지 중일 활쏘기에 참가한 것이 기록되어 있다.
함경도 갑산진관(甲山鎭管)의 진동변장에 임명되었을 때는 "신하된 자로써 관직의 우열을 가릴 수 있나"라고 하면서도, "내가 힘이 없으니 밀려난 것이다."(1787년 6월 22일자)라고 자신의 처지를 적고 있다. 삭주부사(朔州府使)로 나간 뒤에도 외지에서의 근무의 어려움을 일기에서 토로하고 있는데, 자신이 잡아들인 죄인을 태천군수(泰川郡守)가 마음대로 풀어주자 "자신의 세를 믿고 저러는 것이다."라고 분노하기도 한다. 홍성의 영장으로 있던 순조 1년(1801년)에 신유박해(辛酉迫害)가 일어나 홍주목사(洪州牧使)에게 서학교도 심문령이 내려졌는데, 노상추는 일기에서 "소위 신자라는 것들은 남녀에 차이가 없다 하고, 상것들은 믿음을 법으로 여기니 그 끝에 어떤 폐로 치달을지 알 수 없다. 정학(正學)이 떨치지 못한 것이 극에 달했으니 통탄스럽기 그지없다."고 당시 서학에 대한 사고를 드러내고 있다.
또한 노상추 본인의 봉건적 신분질서에 찌든 사고방식에서 벗어나지 못한 모습도 보이는데, 정조의 서얼허통에 따라 《청금록》(靑衿錄) 등안이나 족보에 서자라는 구분 표시를 빼달라는 요구를 문중에서 들어주었다는 이야기를 듣고, "집안이 망하는 것을 하루 기다릴 것도 없겠다. 오오, 슬프다!"(1771년 7월 30일자)라고 적고 있기도 하다. 집안에서 부리던 노비가 죽은 소를 탐내서 먹다가 급사했다는 이야기를 적으면서 "상것과 무식한 것들은 의리로써 깨우칠 수가 없다."거나, 상민 조취견과 김원대가 함께 활을 쏘다가 다툼이 생겨 돌아간 이야기를 두고 "상것들은 이익에나 가까이할 뿐 오래 좋게 지내는 경우가 적다."고 적기도 했다.
이러한 노상추의 태도는 전통적인 양반의 권위가 경제력이 성장한 평민들의 등장이라는 시대의 변화 앞에 위축되어가는 현실에 대한 두려움도 있었으며, 노상추 본인이 사회, 경제적 기반이 없어 이리저리 이사하며 향촌에서 양반으로써의 반상의 차이를 뚜렷이 인식하고 매달리고 있었던 데서 왔다고 할 수 있다.
노상추는 일기에서 정신이 혼미한 와중에서도 문안 온 사람들의 이름을 전해 듣고 일기에 적었다고 한다.

## 참고 문헌
- 《68년의 나날들 조선의 일상사 - 무관 노상추의 일기와 조선 후기의 삶》 문숙자, 너머북스, 2009년
- 《일기로 본 조선》 규장각한국학연구원 엮음, 글항아리, 2013년

## 같이 보기
- 노상추
- 신유박해